# Zwartrugekster
De zwartrugekster (Pica bottanensis)  is een zangvogel uit de familie van de kraaien en het geslacht eksters (Pica). De soort is op grond van moleculair genetisch onderzoek dat in 2017 werd gepubliceerd afgesplitst van de ekster.

## Herkenning
Deze soort lijkt op de gewone ekster maar verschilt opvallend door een zwarte stuit, relatief korte staart, een forse snavel en heel weinig glans in het verenkleed.

## Verspreiding en leefgebied
Het verspreidingsgebied ligt in Midden-Bhutan en Midden- en West-China.

## Status
De zwartrugekster komt niet als aparte soort voor op de lijst van het IUCN, maar is daar een ondersoort van de (gewone) ekster (Pica pica).